# Антверпен-Центральний

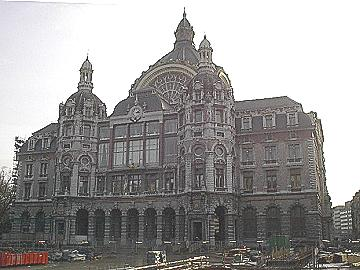
Центральний залізничний вокзал Антверпена

51°13′01″ пн. ш. 4°25′16″ сх. д. / 51.216944444444° пн. ш. 4.4211111111111° сх. д.
Антверпен-Центральний (нід. Antwerpen Centraal) — головна залізнична станція Антверпена (Бельгія), а також визначна будівля-пам'ятка міста, що побудована в 1905. 2009 року Антверпен-Центральний зайняв четверте місце в рейтингу найкрасивіших вокзалів світу, складеному журналістами американського журналу Newsweek. 2010 року реконструйований, зберігає свій первісний вигляд та історичну цінність. Лауреат Європейської премії з культурної спадщини-2011.
Вокзал розташований на площі Астрид. Підземними переходами він сполучений зі станціями Астрид і Діамант антверпенського метротраму (підземного трамваю).
Станція обслуговує високошвидкісні потяги Thalys Париж — Брюссель — Антверпен — Амстердам, а також чимало бельгійських поїздів.